# Scaldicetus
Scaldicetus es un género extinto de cetáceo perteneciente a la familia Physeteridae procedente del Mioceno. Aunque ampliamente usado para un buen número de especies de fisetéridos con una morfología dental primitiva, la que consistía de dientes con esmalte, se reconoce Scaldicetus generalmente que este género parece ser una colección parafilética de fiseteroides primitivos.

## Taxonomía

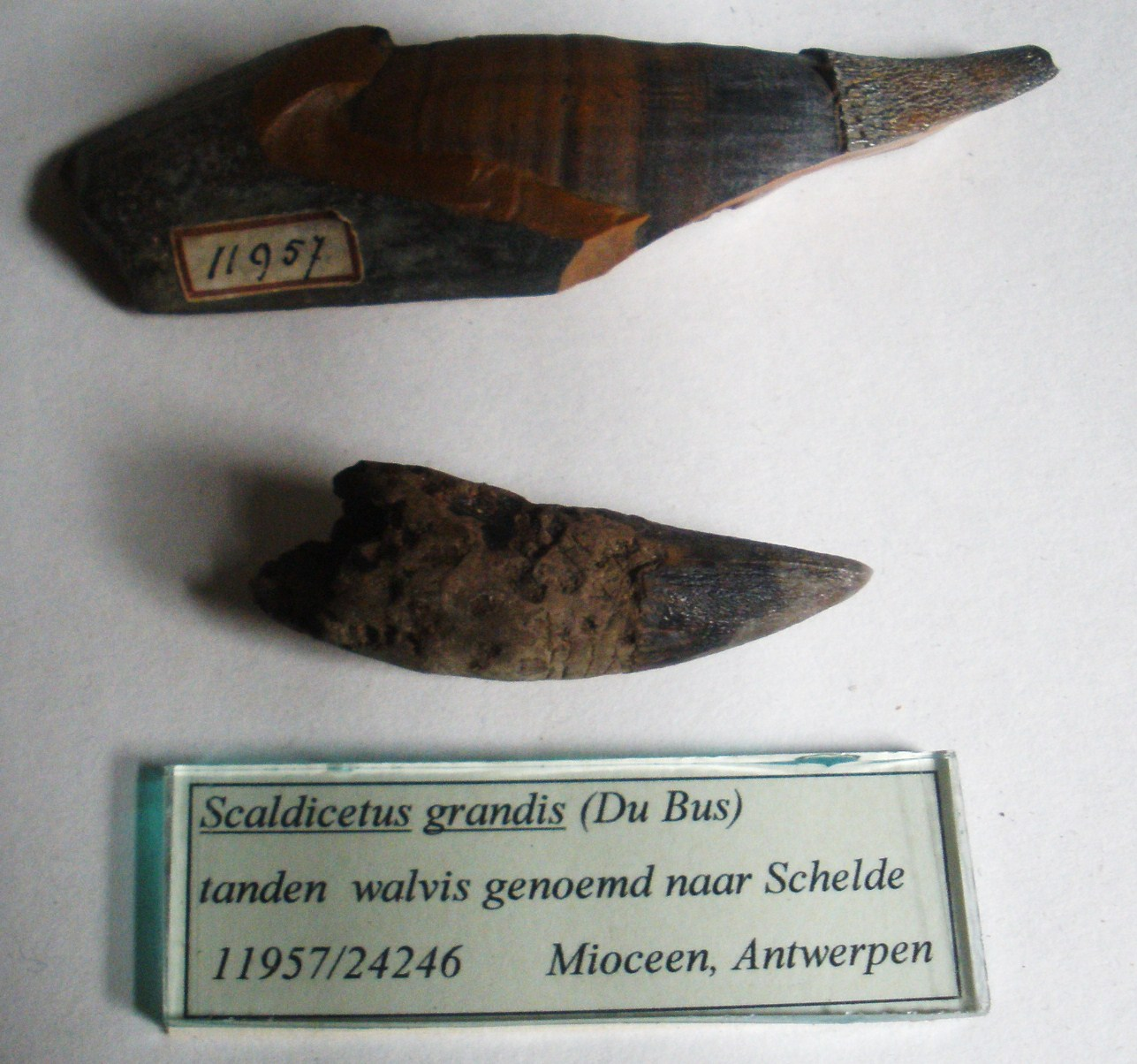

El nombre Scaldicetus caretti fue acuñado en 1867 para una serie de especímenes de fisetéridos recolectados en depósitos del Neógeno cerca de Amberes, Bélgica. Entre los sinónimos de Scaldicetus se incluyen a Palaeodelphis, Homocetus y Eucetus. El género Physodon Gervais, 1872 fue consideredado anteriormente como un sinónimo, pero ha sido revaluado como un nomen dubium.
"Ontocetus" oxymycterus, descrto de fósiles del Mioceno medio (Langhiense) de Santa Bárbara, California (EE.UU), fue asignado a Scaldicetus en 2008, pero más tarde fue convertido en el tipo de un nuevo género, Albicetus.

## Especies
Especies reconocidas:
- Scaldicetus bellunensis Dal Piaz, 1922
- Scaldicetus caretti du Bus, 1867, especie tipo
- Scaldicetus degiorgii Varola et al., 1988
- Scaldicetus grandis (du Bus, 1872)
- Scaldicetus inflatus Cigala-Fulgosi y Pilleri, 1985
- Scaldicetus macgeei Chapman, 1912
- Scaldicetus minor (Portis, 1886)
- Scaldicetus perpinguis (Pilleri y Pilleri, 1982)

Taxones reemplazados o sinónimos
- Scaldicetus antwerpiensis du Bus, 1872, sinónimo de Scaldicetus caretti
- Scaldicetus mortselensis (du Bus, 1872), sinónimo de Eudelphis mortezelensis
- Scaldicetus shigensis, sinónimo de Brygmophyseter shigensis